# Östriol
Östriol är ett kvinnligt könshormon, vid sidan av de båda viktigare östrogenerna östradiol och östron. Några större mänger östriol bildas endast under graviditet.

## Produktion

Syntes av steroidhormoner. Östriol ses i den rosa rutan nere till höger. Det bildas av östradiol eller östron.

Östriol bildas liksom andra steroidhormoner genom att kolesterol genomgår enzymatiska förändringar. Hormoner på vägen mot östriol, däribland progesteron och testosteron, kan dels verka i sig som hormoner, dels i egenskap av prohormoner ombildas vidare. En liten mängd östriol bildas som en metabolit till östradiol och östron.
Som mest östriol bildas under graviditet, då det är det viktigaste östrogenet. Detta sker då genom ett samspel mellan foster och moder: fostret bildar en metabolit av DHEA i binjurarna, vilket i moderkakan ombildas till östriol. Sedan färdas det med blodet till målcellerna i kvinnan. Allteftersom fostret växer bildas mer och mer östriol.
Hos icke-gravida kvinnor och män bildas också en liten mängd östriol i levern.
Östriolets affinitet till östrogenreceptorerna är endast 20% av östradiolets.
Östriol kan vara en god markör för eventuella fosterskador, såsom Downs syndrom och Edwards syndrom. Hastiga ökningar kan tyda på att nedkomsten är nära förestående.